# Смотритель (Доктор Кто)
«Смотритель» (англ. The Caretaker) — шестая серия восьмого сезона британского научно-фантастического телесериала «Доктор Кто». Премьера серии состоялась 27 сентября 2014 года на канале BBC One.

## Сюжет
Всё человечество скоро будет уничтожено ужасным Сковоксом Блицером, но, что ещё хуже, в любой момент произойдёт встреча Дэнни Пинка с Доктором. Когда школе Коал Хилл начинают угрожать наводящие ужас происшествия, Доктор решает работать «под прикрытием» и устраивается смотрителем в школу, где работают Клара и Дэнни.